# 오바디야서
오바디야(공동번역), 오바드야서(가톨릭), 오바댜(개신교)는 예언자 오바댜의 예언을 적은 구약성경 가운데 하나로, 구약성경에서 가장 짧은 책이다. 히브리어로 '여호와의 종'이라는 뜻을 담고 있는 오바댜는 그가 살고 있던 유다와 가장 가까운 나라인 에돔 족속을 향한 심판을 나타내고 있다. 또한 택한 백성인 이스라엘을 향한 하나님의 회복을 선포하고 있는 책이다.

## 배경

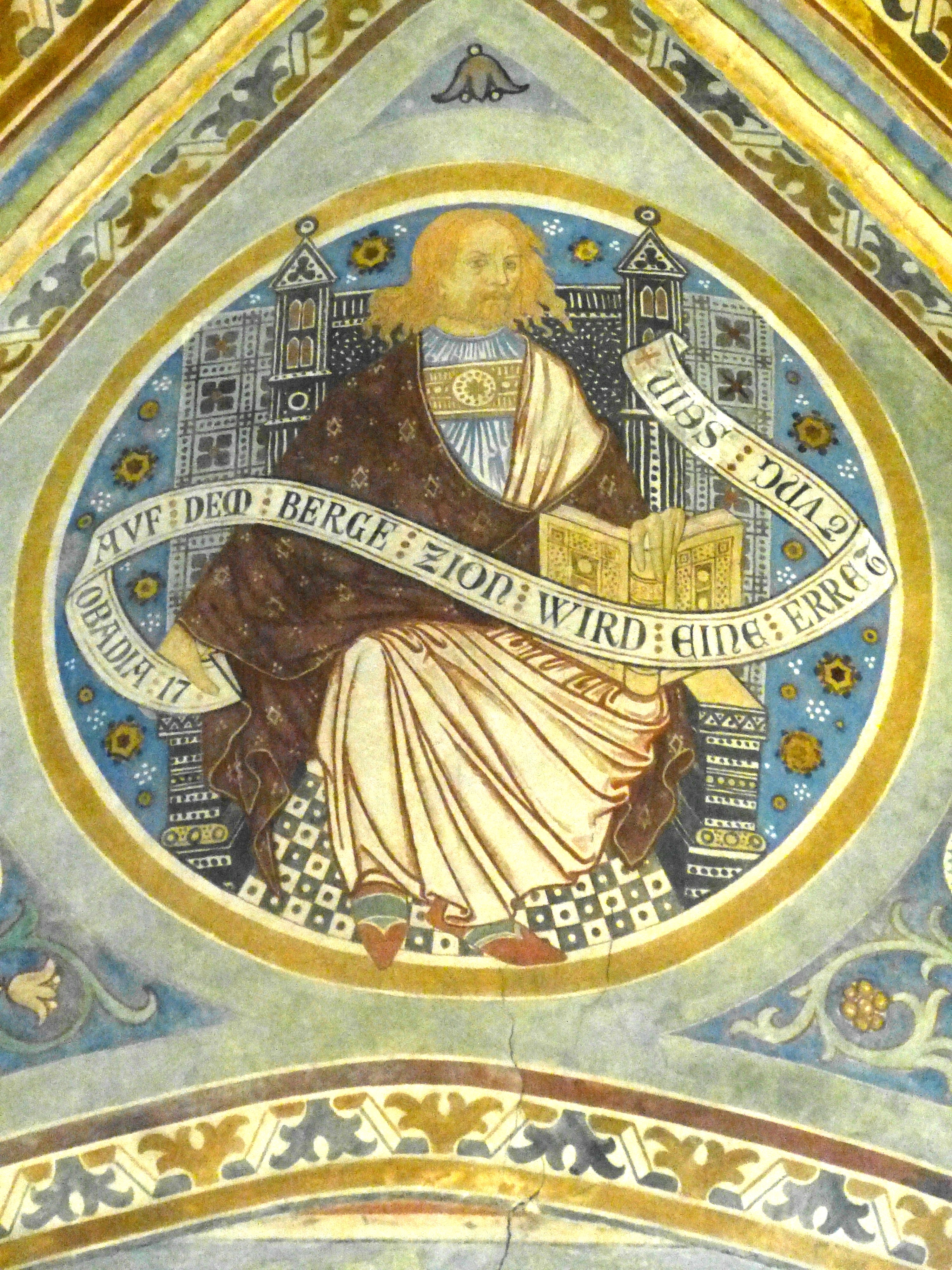
오바디야를 그린 프레스코화

오바댜의 예언은 유다 백성이 바빌로니아에서 유배 생활을 하고 있던 주전 587년과 538년 사이의 어느 시기에 전해졌다. 이 예언은 사해 남단에서 남남동에 위치해 있던 에돔이라는 나라를 향하여 그 멸망을 선포하는 내용으로 되어 있다. 다윗과 솔로몬이 다스리던 동안에 이스라엘은 에돔을 지배하였지만, 그 이후로는 에돔의 영토는 그 소유권을 둘렀고 자주 전쟁이 벌어졌는데, 이것은 아카바만으로 통하는 주요 교역로가 에돔의 영토를 통과하고 있었기 때문이었다. 주전 4세기경에는 이들이 페트라를 그들의 수도로 하여 새로운 나라를 세웠다. 이때 많은 에돔인들이 이두메아로 이주하였다. 그러나 많은 에돔인들은 에돔 땅에 그대로 남아서 나바테아인들과 동화되어 그대로 살았다.

## 내용
오바댜의 예언 내용은 매우 간결하고 짧은 에돔 족속에 대한 한정된 심판처럼 보이나, 담겨 있는 의미는 심오하다. 하나님의 백성 유다에게 행한 에돔의 교만하고 악한 행동에 대한 하나님의 심판은 전 우주적인 심판으로 확대된다. 그리고 이스라엘의 회복, 하나님의 통치, 하나님의 나라의 완성을 묘사하고 있다. 오바댜 예언의 핵심적인 내용은 이방인에 대한 하나님의 공정한 심판과 이스라엘의 회복이다. 남은 자가 땅을 회복한다는 것은 하나님의 언약에 대한 갱신이다.

## 구조
제1단원(1-9절)에서는 사탄적 삶을 사는 에돔의 오만에 대한 하나님의 징벌 선포(1-4절)와 이 선포의 성취 역사(5-7절)가 언급되며, 이를 바탕으로 미래의 종말론적 심판이 예고된다(8-9절).
제2단원(10-15절)에서는 에돔이 저지른 죄악의 역사적 실례를 통하여 에돔의 지혜의 부정적 실체를 고발하며, 에돔을 포함한 모든 민족들이 그들이 저지른 죄악 때문에 징벌을 받을 심판의 날이 가까이 왔음을 선포한다.
제3단원(16-21절)에서는 에돔의 사악함과 무지와 죄악에 대한 하나님의 징벌, 선민 이스라엘의 승리와 회복, 공의의 하나님 여호와의 주권 선포와 하나님의 통치 등을 함축적으로 전개하며 삼단 양식을 마감한다.

## 제목
구약의 선지서 중 가장 짧은 책인 본서의 표제는 다른 선지서들의 경우와 마찬가지로 저자의 이름에서 유래되었다. 한글 개역 성경의 표제 '오바댜'는 구약 히브리 원전의 표제 '오바디아'의 음역으로, 그 뜻은 '여호와의 종', '여호와를 경배하는 자'이다. 70인역(LXX)과 벌게이트역(Vulgate)에서도 히브리 원전의 표제를 음역한 '옵디우'와 '압디아스'를 본서의 표제로 사용하고 있으며, 이를 따라 대부분의 영어 성경에서도 '오바디아'를 본서의 표제로 사용하고 있다.

## 저자와 기록 연대
본서의 저자가 '오바댜'라는 사실은 본서 자체의 증거(1:1)만 있을 뿐 성경의 다른 내증은 없다. 그러나 이 사실은 유대인들의 전승과 교부들의 증거 및 종교 개혁자들의 증거 등의 풍부한 외증으로 초대 교회 초기부터 오늘날에 이르기까지 별다른 논란없이 그대로 받아들여져 왔다.
본서의 기록 연대는 예루살렘 성이 멸망한 직후인 B.C. 586년경으로 볼 수 있다.

## 신학적 주제
오바댜의 예언들은 묵시를 통해 오바댜에게 주어졌다. 거기에는 풍부한 신학적인 주제들이 담겨 있다. 10-14절은 형제관계와 인간관계 속에 내재된 의무들에 관한 것이고, 3-4,8절은 열방들의 죄악과 오만을 다루고 있으며, 15-16,21절은 여호와의 날에 최종적으로 드러날 모든 열방에 대한 하나님의 주 되심을 선포한다. 15절은 인간의 죄로 인한 결과들을 다루고 17,21절은 남은 자라는 주제를 다룬다. 이와 같이 오바댜서는 민족주의적이고 보복적인 냄새를 풍기는 편향된 내용을 담고 있는 것처럼 보이지만 사실은 성경의 몇몇 기본적인 신학을 담고 있는 책이다. 또한 하나님의 정의에 대한 사실을 강조하고 있다. "원수갚는 것이 내게 있으니 내가 갚으리라, 살아계신 하나님의 손에 빠져 들어가는 것이 무서울진저"(히10:30-31). 하나님의 은혜에 복종하고 응답한 자는 모든 것을 가진 자이나, 그분의 은혜를 교만하여 져버린 자는 모든 것을 잃어버린 자인 것이다.